# Kotzau

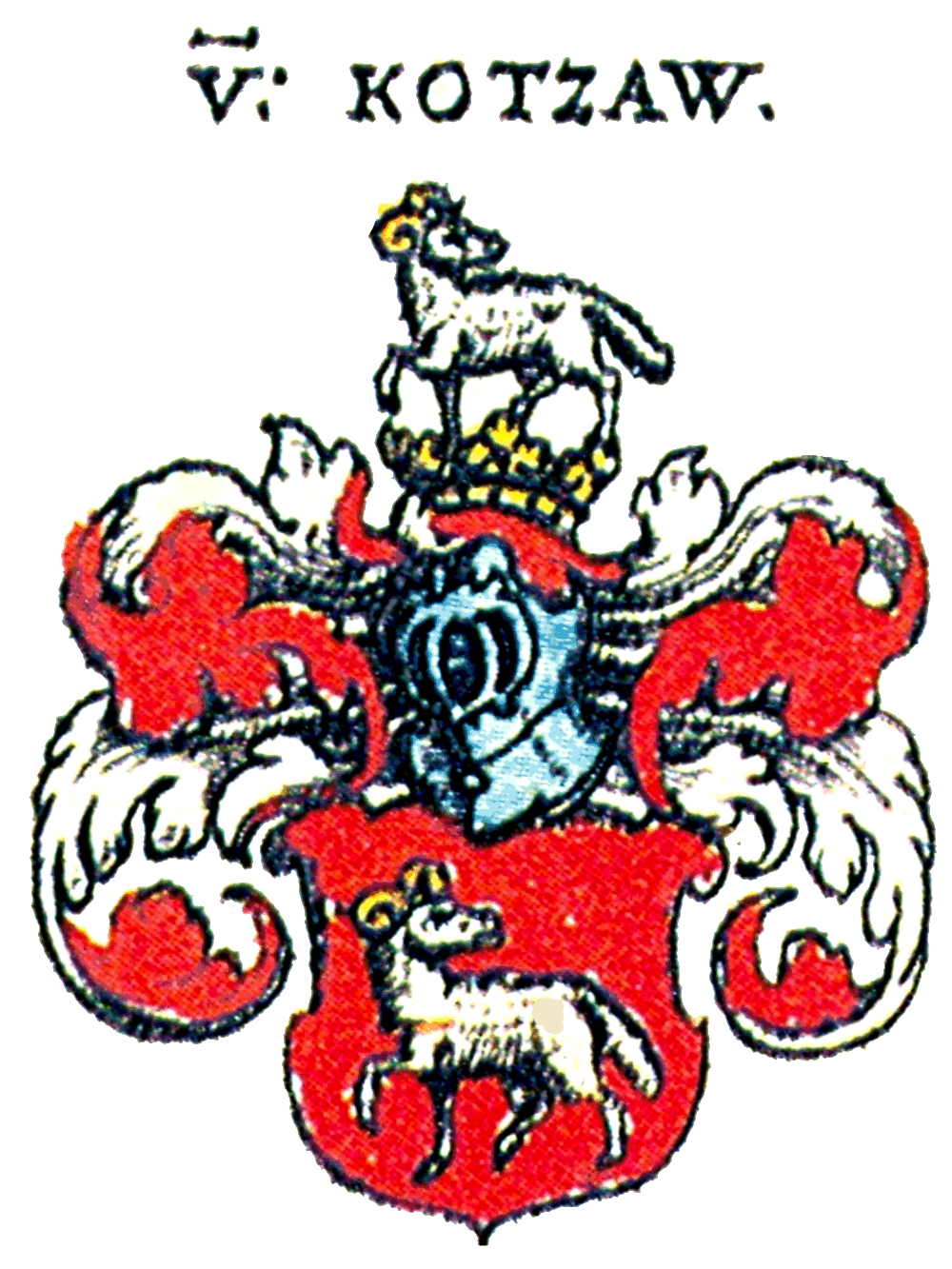
Wappen der Familie von Kotzau aus Siebmachers Wappenbuch, 1605

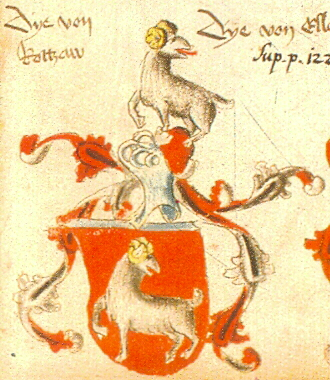
Wappen im Ingeram-Codex

Die Herren von Kotzau waren ein fränkisches Adelsgeschlecht, das sich im näheren Umkreis der Stadt Hof angesiedelt hatte.

## Geschichte

### Ursprung

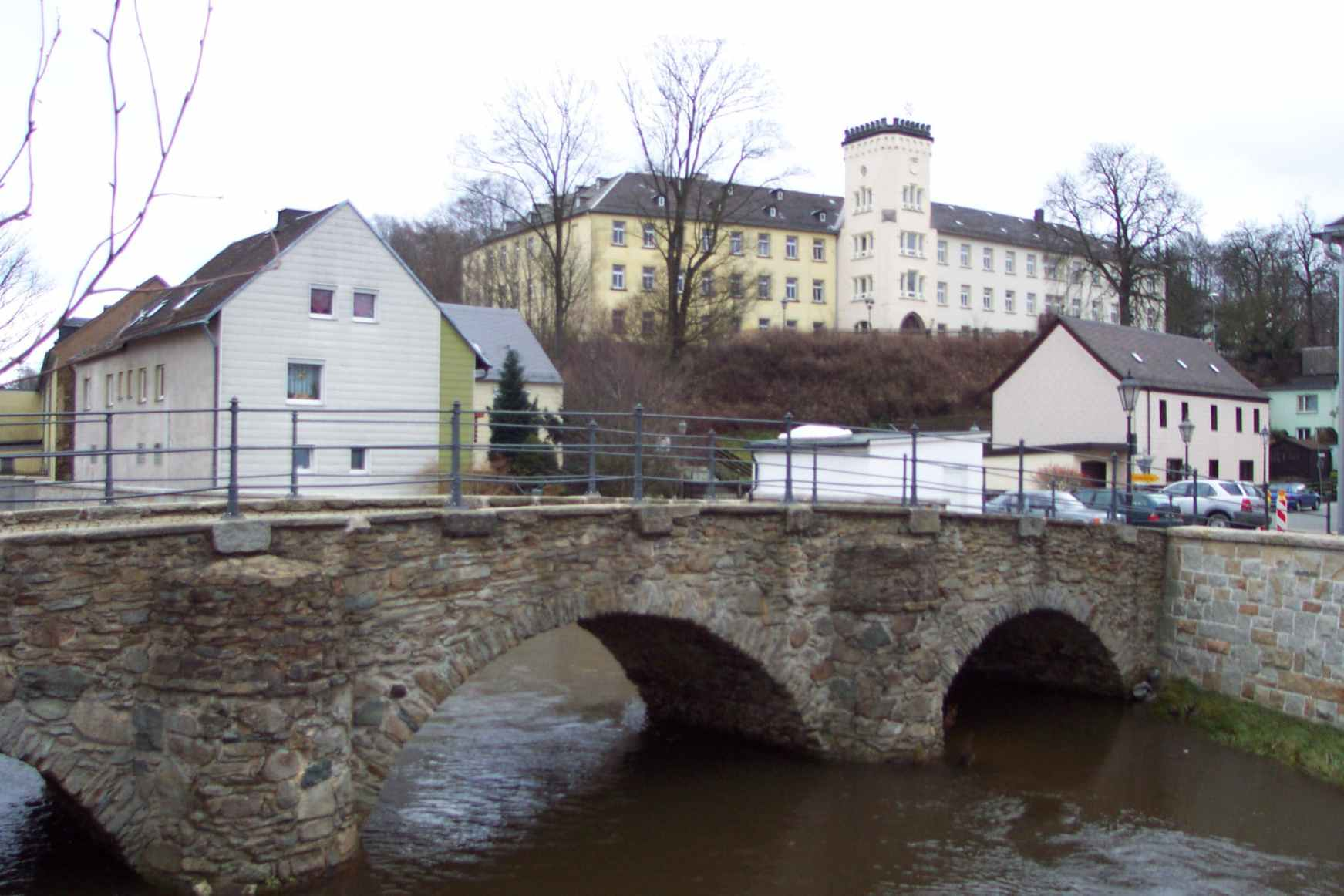
Schloss Oberkotzau

Die Familie von Kotzau kam im Gefolge der Vögte von Weida in das Vogtland, auch Regnitzland genannt, im Nordgau und wurde in den Orten Oberkotzau und Unterkotzau im Landkreis Hof in Oberfranken als Ministeriale ansässig. Möglicherweise besteht ein genealogischer Zusammenhang zu den Kocourov (Kotzauern?) bei Třebenice und zu Kotzau bei Altenstadt an der Waldnaab.

### Die von Kotzau im Regnitzland
Ob sich die älteste gesicherte Nennung des Geschlechtsnamens von Kotzau im Jahr 1205 auf die im Regnitzland um Hof ansässige gleichnamige Familie bezieht, ist ungewiss. Albertus de Kotzawe, der am 12. Oktober 1205 Güter in Mochau bei Nossen an das Kloster Zelle verkaufte, ist vermutlich der Familie von Kötschau zuzurechnen. Der erste bekannte Namensträger, der sich nach dem heutigen Ort Oberkotzau im Landkreis Hof (Bayern) nannte, war Conrad de Kotcawe, der 1234 im Kloster Speinshart für seinen kurz vorher verstorbenen Sohn Albert eine Seelenmesse stiftete, zu deren Finanzierung er dem Kloster mehrere Güter in der Umgebung von Hof übergab. Zu Beginn des 13. Jahrhunderts erschienen die von Kotzau im Gefolge der Vögte von Weida und Plauen und häufig als Zeugen bei der Beurkundung von Rechtshandlungen. Da ihr Stammsitz Kotzau ein Reichslehen war, verlieh König Albrecht I. einem Konrad von Kotzau am 18. November 1298 seine Güter und Lehen als Mann- und Weiberlehen.
Die Familie von Kotzau war im Umkreis der Stadt Hof begütert. Um die Mitte des 14. Jahrhunderts erschien ein Familienzweig in Fattigau, Moschendorf und Wurlitz, ein anderer in Rehau. Heinrich von Kotzau veräußerte die Herrschaft Rehau 1394 an den Burggrafen Friedrich V. von Nürnberg. 1398 gehörten dem Fattigauer Familienzweig der Sitz und das Dorf Fattigau mit den Dörfern Wurlitz, Langenbach, Schwingen, die wüste Burg Heideck, der Sitz und das Dorf Moschendorf sowie einzelne Güter in Seuckenreuth, Schwarzenbach an der Saale, Förbau, Stobersreuth und Gottwaldsreuth (heute Wustuben). Zum Schloss Kotzau gehörten das gleichnamige, aus den Ortsteilen Kotzau, Saaldorf und Schwesnitz bestehende Dorf, die Dörfer Woja, Autengrün, Kautendorf und Unterpferdt und die Wüstungen Lichtentanne, Seibothengrün und Wüstenbrunn.
Die auf dem Schloss Kotzau sitzende Hauptlinie der Familie von Kotzau erlangte 1424 die Bestätigung König Sigismunds für die Freistatt, das (Asylrecht) in Kotzau und 1444 die Genehmigung König Friedrichs III., im Dorf Kotzau einen Wochenmarkt abzuhalten. Zu den Privilegien zählte auch die Erlaubnis zur Ansiedlung von Juden, von deren Ansässigkeit als Handelsleute heute noch ein ehemaliger jüdischer Friedhof im Ort Zeugnis gibt. Nach der Mitte des 15. Jahrhunderts vereinigten die Vettern Nickel und Friedrich von Kotzau den gesamten Familienbesitz im Regnitzland in ihren Händen. 1468 entstanden durch Teilung dieses Besitzes die ältere und die jüngere Linie des Geschlechts. Im Stammschloss Kotzau erhielt jede Linie einen halben Anteil am Bauwerk. Die jüngere Linie erlosch am 1. Januar 1619 mit dem Bamberger Domdechanten Hektor von Kotzau. Der letzte Spross der älteren Linie, Wolf Christian von Kotzau, starb 1661 bei einem Duell.

### Verbreitung im Regnitzland

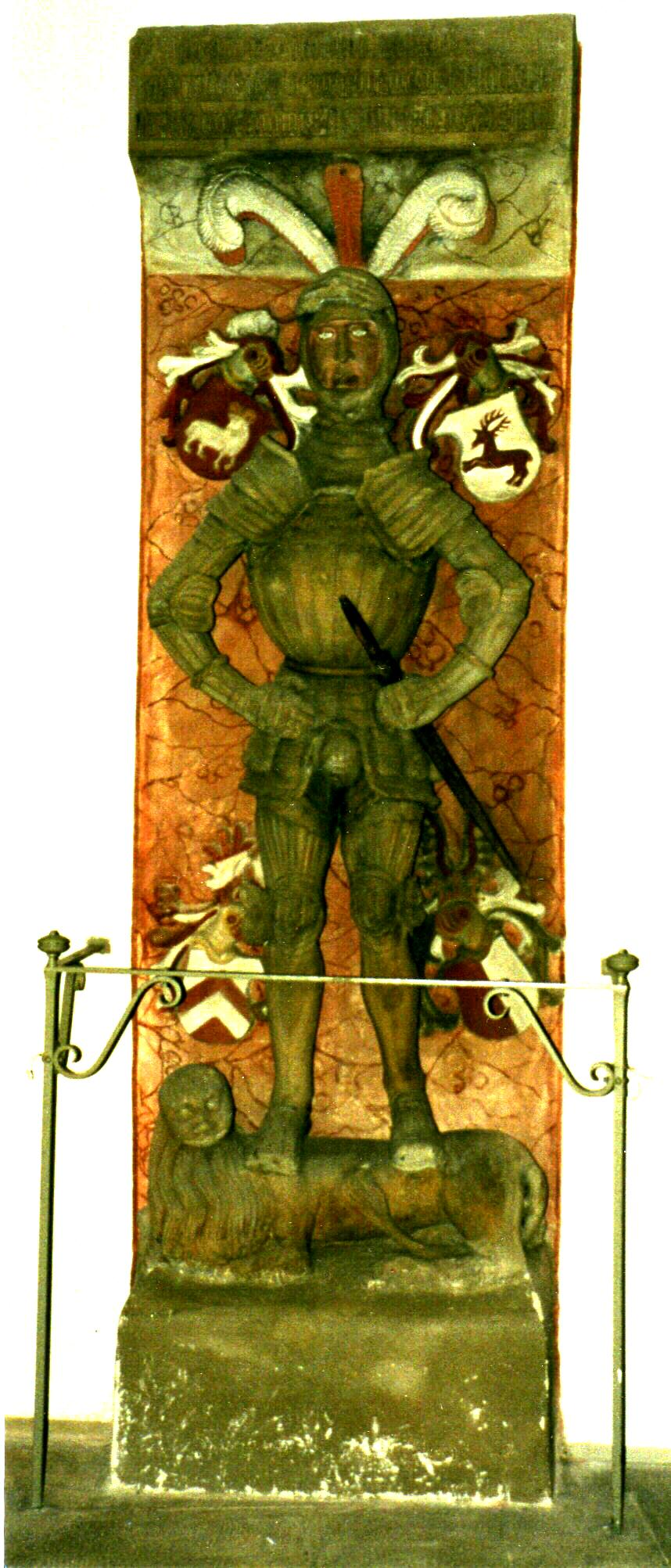
Ritter Christoph von Kotzau als vollplastisches Epitaph in der Kirche von Oberkotzau

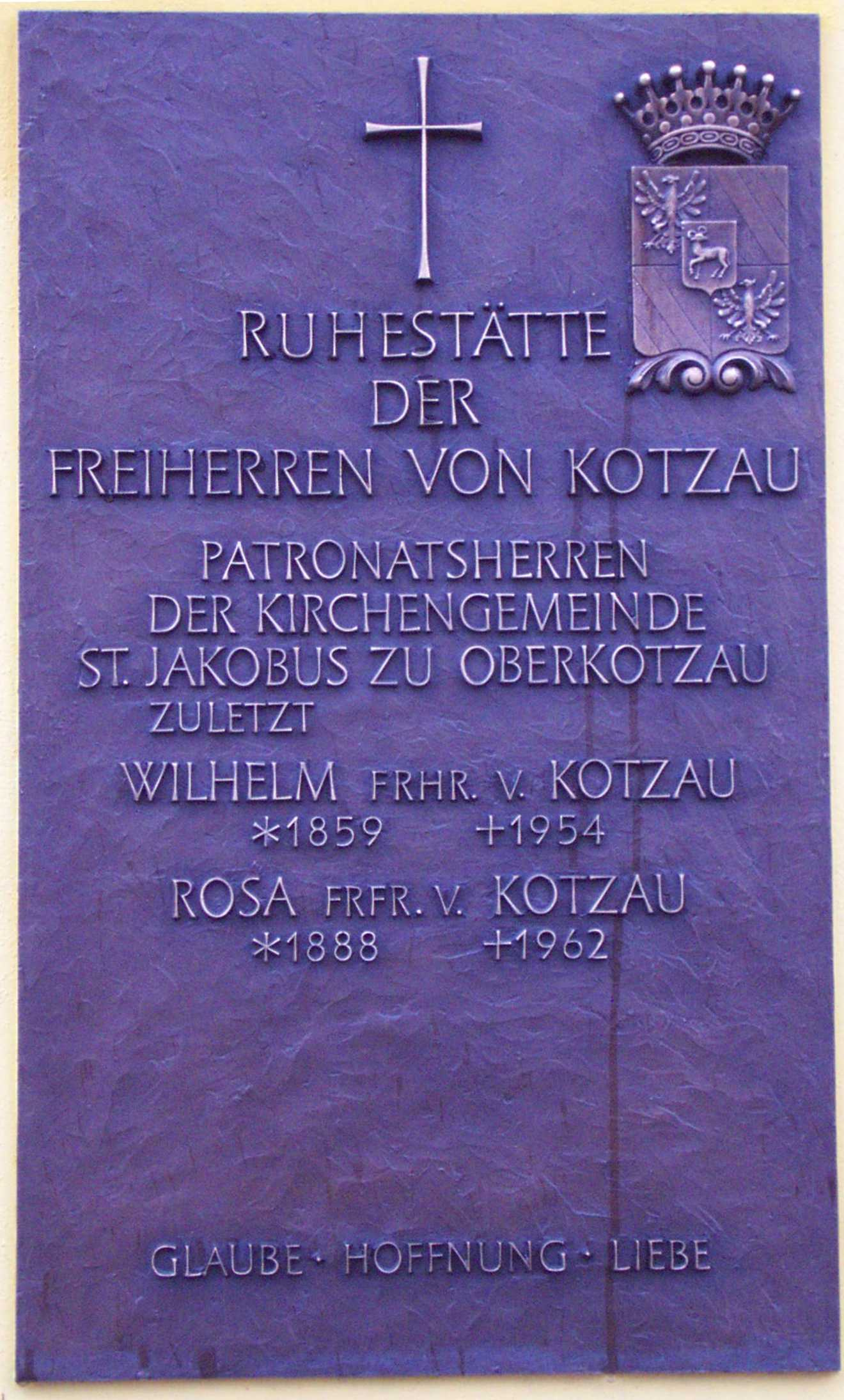
Erinnerungstafel für die letzten Sprossen der Freiherrn von Kotzau an der Friedhofskirche in Oberkotzau

Die Familie von Kotzau hat besonders zahlreiche Spuren in Oberkotzau hinterlassen. Auf dem dortigen Schloss ansässig, wurden sie bereits 1234 erwähnt. In der Oberkotzauer Kirche St. Jakobus, die 1440 von den Kotzau wiederaufgebaut wurde, befinden sich noch neun Grabsteine ihrer Angehörigen. (u. a. von 1560, 1588, 1597, 1603, 1624), darunter der von Georg Wolf von Kotzau und von Christoph von Kotzau als mannshohe Ritterplastik. Die Friedhofskapelle wurde über der Gruft derer von Kotzau erbaut. Es ist die letzte Ruhestätte von Familienmitgliedern der jüngeren Linie in Oberkotzau.
Eberhard von Kotzau zu Rehau und Heinrich von Kotzau zu Kotzau, genannt der Lange, Amtmann von Hof, beteiligten sich 1380 an der Guttenberger Fehde. Longa von Kotzau war von 1411 bis 1428 Äbtissin im Kloster Himmelkron. Hauptmann Hans von Kotzau besiegte 1430 die Hussiten in der Schlacht am Katharinenberg bei Wunsiedel. Von den Burggrafen von Nürnberg war er zuvor als Amtmann auf Burg Hohenberg eingesetzt.

### Die von Kotzau im Egerland
Nickel von Kotzau, ein Nachkomme der älteren Linie der Familie, im Jahr 1504 im Egerland ansässig, war mit Kunz Kraghaus (Kraghan) am 6. Januar 1508 Siegelzeuge eines Urfehdebriefes für Matell Sölch (* in Fischern; † 1538 in Rathsam, Pfarrei Mühlbach), „auf Rathsam gesessen“ und Hauptmann der Stadt Eger gegen den Magistrat der Stadt, in dem er auf Ansprüche gegen die Stadt für sich und seine Familie aus der Fehde der Stadt mit Ritter Jorg von Zedtwitz auf Liebenstein verzichtete. Der Urfehdebrief befindet sich im staatlichen Gebietsarchiv in Cheb (Eger).
1511 saß Nickel von Kotzau auf Schloss Krottensee (Mokřina) bei Miltigau (Milíkov u Mariánských Lázní) am Fuße des Kaiserwaldes. Auf Erweiterung seines Besitzes bedacht, erhielt er vom Kloster Waldsassen als Lehen ein Gut im benachbarten Großschüttüber (Velky Šitboř). Seine Enkel Gilch Rudolf und Wolf Nathan von Kotzau veräußerten diesen Besitz 1586 an den Egerer Ratsherrn Wolfgang Pachelbel. Ihr Vetter Wolf Wenzel von Kotzau hatte um 1580 das Gut Haslau (Hazlov), nördlich von Eger, erworben. Nach dem Tod seines einzigen Sohnes Georg Adam im Jahr 1627 gelangte Haslau in den Besitz des Veit Dietrich von Steinheim. Georg Adams Neffe, Hans Adam von Kotzau, starb als letzter Namensträger dieser Linie 1640 im Alter von 20 Jahren.

### Neubegründung des Namens von Kotzau durch die Hohenzollern
Die Freiherrn von Kotzau stammen aus der 1699 geschlossenen morganatischen Ehe des Markgrafen Georg Albrecht von Brandenburg-Kulmbach (1666–1703) mit Regina Magdalena Lutz, der Tochter eines Kastners. Die Söhne aus dieser Verbindung Friedrich Christian (* 1700; † 1739) und Friedrich August (* 1703) erhielten von ihrem Vater als apanagiertem Fürsten als Wohnsitz das Schloss Oberkotzau und dazugehörende Güter mit deren Einkünften und den Namen und das Wappen der 1661 erloschenen Herren und Reichsritter von Kotzau; 1738 erfolgte die Erhebung in den Reichsfreiherrnstand, verbunden mit einer Besserung des Wappens. Unter der Friedhofskapelle in Oberkotzau befindet sich die Familiengruft. Die Nachkommen erloschen im Jahre 1976 im Namensträgerstamm.

## Das Wappen
|                              | Das Wappen der Herren von Kotzau im Scheibler’schen Wappenbuch (um 1450) |
| Wappen der Herren von Kotzau | Blasonierung: „Das Wappen zeigt einen silbernen Widder mit rückwärtsgekehrtem Kopf und goldenen Hörnern auf rotem Grund. Der Helm ist gekrönt, auf ihm befindet sich erneut der Widder. Die Decken sind rot-silbern.“ |
| Wappen der Herren von Kotzau | |

|                                 | Wappen der Freiherrn von Kotzau |
| Wappen der Freiherrn von Kotzau | Blasonierung: „Das gemehrte freiherrliche Wappen führt das ursprüngliche Wappen als Herzschild. Das Hauptschild ist geviert und verweist üblicherweise auf von anderen Geschlechter aufgegangenen Besitz. In den Feldern 1 und 4 ist ein rotbezungter und bewehrter schwarzer Adler abgebildet, in 2 und 3 je zwei goldene Schräglinksbalken vor rotem Hintergrund. Das Wappen zeigt darüber hinaus die Freiherrnkrone und drei gekrönte Helme: Auf dem rechten befindet sich mit blau-silbernen Decken der Adler, auf dem mittleren mit rot-silbernen Decken der Widder und auf dem linken mit rot-goldenen Decken fünf goldene Lanzen mit rot-goldenen Fähnchen.“ |
| Wappen der Freiherrn von Kotzau | |

## Orte mit Hinweisen auf Namensträger derer von Kotzau

### Regnitzland
Die Familien von Kotzau wurden in folgenden Ortschaften erwähnt:
- Kirchenbau in Kautendorf im Jahr 1498 durch Hans von Kotzau

Folgende Rittersitze sind bekannt:
- Edelsitz derer von Kotzau in Kautendorf
- Rittergut Sachs in Krötenbruck 1390
- Ansitz in Hofeck
- Burgstall Haideck
- Wirtschaftshof in Fattigau von 1320 bis nach 1600
- Burggut Schlegel 1557
- Turmhügelburg Autengrün, 1414 Wüstung
- Oberes Gut in Döhlau 1643
- Schlossgattendorf, seit Brand 1895 Ruine
- Burgstall Rehau

### Weitere Ortschaften mit Verbindungen zu den von Kotzau
- Weitramsdorf im Landkreis Coburg
- Adorf, Ortsteil Jugelsburg im Vogtlandkreis

## Verwandte altadelige und adelige Familien bürgerlicher Herkunft
Nach dem Genealogen Alban von Dobeneck war im Jahr 1909 der Stammbaum des Ministerialengeschlechts derer von Kotzau nur sehr fragmentarisch erschlossen. Es gibt aus der Frühzeit des Geschlechtes kaum nachgewiesene Verwandtschaftsbeziehungen und Angaben zu Eheschließung, auch die Spätzeit bis zum Erlöschen im Mannesstamm 1661 ist vergleichsweise wenig erforscht. Es bestehen verwandtschaftliche Beziehungen zu den Aufseß, Boyneburg, Brandt (Brand), Dobeneck, Falkenstein, Fronhofen, Gräfendorf, Guttenberg, Haller, Herbilstadt, Herdegen, Hertenberg, Heßberg, Hirschberg, Kaufungen, Kunstadt, Lengefeld, Lüchau, Machwitz, Munk, Obernitz, Pappenheim, Peulnstein, Poschinger, Rabensteiner zu Döhlau, Redwitz, Reitzenstein, Schierstett, Schirnding, Schlick, Seckendorff, Sparneck, Stolz zu Haberspirk, Tettau, Thoß, Trautenberg, Truchseß von Wetzhausen, Waldenfels, Wirsberg, Zedtwitz, Zollner vom Brand. Besonders häufig sind Eheschließungen mit den benachbarten Familien von Reitzenstein und von Zedtwitz.

## Persönlichkeiten
- Heinrich von Kotzau († 1379 oder 1380), genannt der Lange, Reichsritter, Hauptmann von Hof
- Longa von Kotzau († 1428), Äbtissin von Kloster Himmelkron
- Hans von Kotzau († nach 1468), Amtmann von Hohenberg, Hauptmann von Wunsiedel, Hofmeister
- Katharina von Kotzau, 1467 Äbtissin des Klarissenklosters Hof
- Hans Wolf von Kotzau, Helfer des Thomas von Absberg
- Georg Wolf von Kotzau († 1560), genannt der Reiche, Reichsritter, Amtmann und Statthalter
- Beringer von Kotzau, († 1575), Amtmann, Hauptmann
- Ernst von Kotzau († 1586), Hauptmann
- Hektor von Kotzau (1577–1619), Domherr, Geheimer Rat, apostolischer Protonotar